# Richard Norris
Richard Norris, né le 10 décembre 1931 à Bombay et mort le 25 août 2012 à Pretoria, est un joueur britannique de hockey sur gazon.

## Carrière
Richard Norris a fait partie de la sélection britannique de hockey sur gazon médaillée de bronze aux Jeux olympiques d'été de 1952 à Helsinki.